# Traité de Portsmouth

Délégués russes et japonais réunis autour de la table des négociations.

Le traité de Portsmouth entérine la fin de la guerre russo-japonaise de 1904-1905. Il est signé le 5 septembre 1905 à l’issue de négociations qui se déroulent aux chantiers navals de la Marine de Portsmouth, près de la ville de Portsmouth aux États-Unis.
Le traité est rédigé en langues anglaise et française, le français étant explicitement stipulé comme la langue de référence à laquelle se rapporter en cas d’ambiguïté d’une disposition.

## Négociations

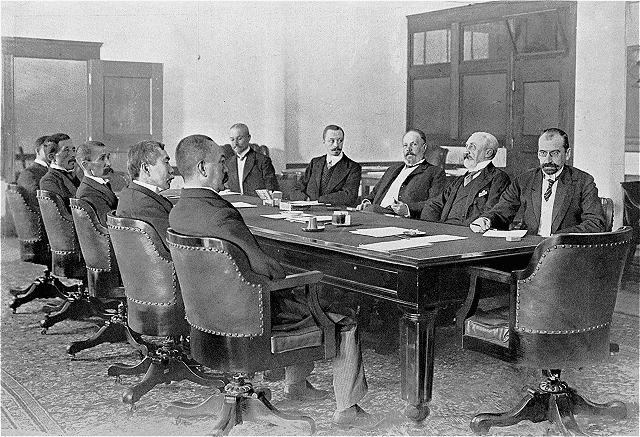
Les plénipotentiaires russes et japonais en séance, le 14 août 1905.

Les délégués assignant leur signature sur le traité sont Serge Witte et le baron Roman Rosen pour l'Empire russe, et le marquis Komura Jutarō et le baron Takahira Kogorō pour l'empire du Japon. Fiodor Martens et d’autres diplomates des deux nations demeurent à New Castle à l’hôtel Wentworth-by-the-Sea (où l’armistice avait été signé), et avaient été transbordés par la Piscataqua pour les négociations qui se sont tenues sur la base de Kittery, dans le Maine. L'accueil et le déplacement de New York à Porstmouth des délégués russes et japonais peuvent être revus à travers un documentaire d'Edwin S. Porter : Scenes and incidents, Russo-Japanese peace conference, Portsmouth, N.H. (Edison Manufacturing Company, 1905).
Le bâtiment du grand magasin fut retenu pour accueillir les réunions. Du mobilier en acajou, dessiné d'après celui du cabinet Room de la Maison-Blanche, fut commandé à Washington. La grande table de conférence est aujourd’hui visible au musée Meiji mura à Inuyama, dans le département d'Aichi, au Japon.
Suivant les termes du traité, le Japon et la Russie acceptent d'évacuer la Mandchourie et de rendre sa souveraineté à la Chine impériale, mais le Japon se voit concéder l'usage de la péninsule du Liaodong (comprenant Port-Arthur et Dalian), et le réseau ferré russe de la Mandchourie méridionale qui était une partie du chemin de fer de l'Est chinois, avec un accès aux ressources stratégiques. Le Japon reçoit également de la Russie la moitié méridionale de l'île Sakhaline. Quoique le Japon fût le grand gagnant de ce traité, le résultat obtenu était loin de ce que l’opinion japonaise avait été amenée à espérer, puisque la position initiale du Japon avait consisté à réclamer la possession de la totalité de l’île de Sakhaline ainsi qu’une compensation financière. La frustration entraîna des émeutes dans le quartier tokyoïte d’Hibiya et entraîna la chute du ministère Katsura Tarō le 7 janvier 1906.
Les négociations préliminaires débutèrent grâce à la médiation de Theodore Roosevelt, dont l'action lui valut le prix Nobel de la paix en 1906. Les deux parties recherchaient la paix — les Russes n'avaient cessé d'être battus et les Japonais connaissaient de considérables difficultés financières. Les négociations durèrent tout le mois d'août. Au préalable, les autorités japonaises avaient signé l'accord Taft–Katsura avec les États-Unis, en juillet 1905, qui reconnaissait aux Japonais le contrôle sur la Corée en échange d'une reconnaissance japonaise de la mainmise américaine sur les Philippines. Les Japonais s'étaient également accordés avec le Royaume-Uni pour étendre l'Alliance anglo-japonaise pour couvrir toute l'Asie de l'Est, en échange de quoi Londres reconnut comme Washington le contrôle japonais sur la péninsule coréenne. Ce traité confirma la nouvelle prééminence du Japon en Asie de l'Est, et força la Russie à abandonner ses visées expansionnistes dans la région, mais il fut mal accueilli par l'opinion publique japonaise car l’indemnité de guerre demandée ne fut pas acceptée.

## Centenaire
Au cours de l'été 2005, une série d’événements marqua le centième anniversaire de la signature du traité, notamment une visite d'un destroyer de la marine des États-Unis, une parade et une reconstitution de l'arrivée des diplomates des deux nations belligérantes. Le 5 septembre 1905, le traité fut signé à 15 h 47 et l'événement fut salué par une garde d'honneur, une salve de 19 coups de canon et par les cloches des églises de la région. Ces manifestations furent reproduites à l'identique à la même date en 2005,.

### Source de la traduction
- (en) Cet article est partiellement ou en totalité issu de l’article de Wikipédia en anglais intitulé « Treaty of Portsmouth » (voir la liste des auteurs).

. 